# تومي بويد
تومي بويد (بالإنجليزية: Tommy Boyd)‏ هو مقدم تلفزيوني بريطاني، ولد في 14 ديسمبر 1952 في إيلنغ في المملكة المتحدة.